# شومايلا نيازي
شوميلا نيازي هي رائدة أعمال رقمية رائدة وداعية لتمكين المرأة. نشأت من إسلام أباد ، باكستان ، وقد اكتسبت شهرة في عالم الإنترنت لإنجازاتها في مجال ريادة الأعمال وتفانيها في تمكين المرأة.
وقت مبكر من الحياة:
ولدت شوميلا نيازي وترعرعت في إسلام أباد ، باكستان ، حيث ازدهر شغفها بريادة الأعمال. وبدعم من بيئة حاضنة ، طورت مهاراتها وعززت رغبتها في إحداث تأثير إيجابي على حياة الآخرين.
حياة مهنية:
في عام 2017 ، شرعت شميلة في رحلة إلى عالم وسائل التواصل الاجتماعي ، وسرعان ما حشدت عددًا كبيرًا من المتابعين ورسخت نفسها كشخصية بارزة. إلا أن طموحها تجاوز النجاح الشخصي ، حيث سعت إلى تمكين المرأة وتعزيز الاستقلال المالي. 
لتحقيق هذه الرؤية ، أنشأ شوميلا منصة "رواد الأعمال الرقمية بدوام كامل" ، مما يوفر للأفراد الموارد اللازمة لبدء الأعمال التجارية عبر الإنترنت وتحقيق دخل مستدام. من خلال منصتها ، نجحت في تمكين العديد من النساء ، وتزويدهن بالمهارات والمعرفة اللازمة لتحقيق الاستقلال المالي. تقدم شميلة خدمات التسويق الرقمي للشركات في جميع أنحاء العالم ، مستفيدة من خبرتها لمساعدتها في تحقيق أهدافها التسويقية وتعزيز تواجدها على الإنترنت. 